# Grand Lophostome
Lophostoma silvicolum
Espèce
Statut de conservation UICN

 LC (IUCN 3.1) : Préoccupation mineure
Répartition géographique
Le Grand Lophostome (Lophostoma silvicolum) est une espèce de chauves-souris d'Amérique du Sud et d'Amérique centrale que l'on trouve du Honduras à la Bolivie, au Paraguay et au Brésil. Elle crée des perchoirs à l'intérieur des nids du termite, Nasutitermes corniger et se nourrit principalement d'une alimentation à base d'insectes, se concentrant sur les surfaces du feuillage pour chasser, et mange également des fruits et du pollen. Elle a une aire de répartition très large et est commune sur une grande partie de cette aire de répartition, de sorte que l'Union internationale pour la conservation de la nature a évalué son état de conservation comme étant « le moins préoccupant ».

## Description

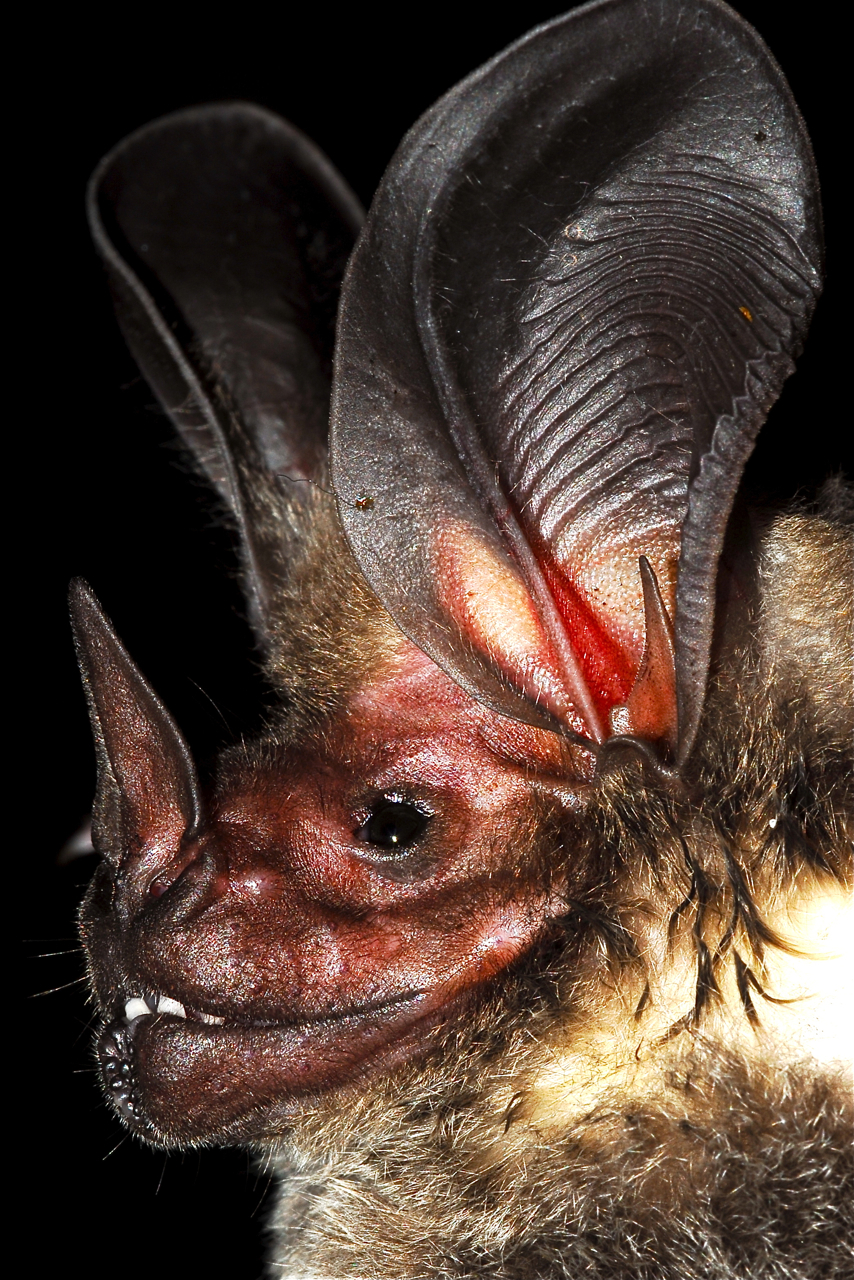
Tête avec feuille nasale et grandes oreilles.

Lophostoma silvicolum est une chauve-souris de taille moyenne avec une longueur des avant-bras de 50 mm ou plus, une fourrure longue et douce sur son corps et une fourrure très courte sur sa face. Les parties dorsales du pelage sont grises ou brun grisâtre givrées de poils à extrémités blanches, tandis que les parties ventrales sont brun grisâtre clair et la gorge est entièrement blanche. Le museau est nu, le nez-feuille est lancéolé, avec la partie avant complètement fusionnée à la lèvre supérieure. Sur le menton, il y a un sillon au centre entouré de rangées de petites verrues. Les oreilles sont grandes avec des marges arrondies et la queue s'étend à mi-chemin de la membrane interfémorale. Les populations de l'Équateur ont des taches blanches bien visibles derrière les oreilles,.

## Distribution et habitat
Lophostoma silvicolum est originaire d'Amérique centrale et de la moitié Nord de l'Amérique du Sud, à l'est des Andes. Cette espèce est absente d'une grande partie du bassin amazonien. Elle se rencontre dans les forêts de divers types, dans les clairières et sur les terres agricoles et a tendance à éviter les ruisseaux.

## Taxonomie
Cette espèce a été décrite pour la première fois en 1836 par le naturaliste français  Alcide d'Orbigny. Quatre sous-espèces sont reconnues :
- L.s. silvicolum : sud du Panama, Colombie, Vénézuéla, Est et Nord-Est du Brésil, Est et Nord-Est de l'Équateur, Est du Pérou, centre et Nord de la Bolivie et Paraguay ;
- L.s. centralis : Sud du Honduras, Nicaragua, Costa Rica et Nord du Panama ;
- L.s. laephotis : Guyane, Suriname, Guyane française et Nord-Est du Brésil ;
- L.s. occidentalis : Nord-Est du Pérou et Sud-Est de l'Équateur.

## Écologie
Lophostoma silvicolum se nourrit principalement d'insectes, les glanant en vol depuis la surface supérieure des feuilles, mais complète ce régime avec des fruits. Il gît dans des cavités creusées par les mâles à la base de termitières actives. Les avantages pour la chauve-souris d'utiliser un tel emplacement comprennent une réduction de la concurrence avec d'autres espèces de chauves-souris pour les sites de repos, une réduction des parasites, une réduction de la prédation et un microclimat constant. Sur l'île Barro Colorado, au Panama, les nids utilisés sont exclusivement ceux de Nasutitermes corniger, et jusqu'à dix-neuf chauves-souris ont été trouvées dans un même gîte ; la construction de dortoirs actifs est extrêmement rare chez les chauves-souris.